# Kisgaram

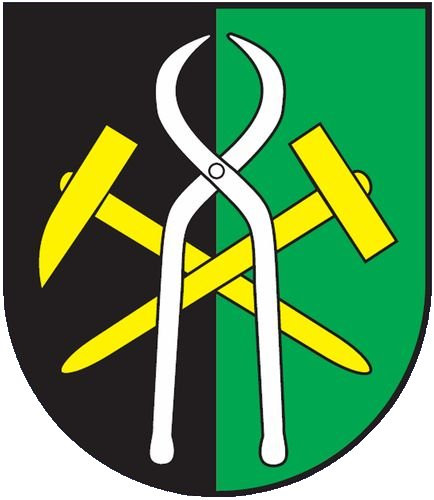

Kisgaram (1886-ig Rónicz, szlovákul: Hronec németül: Rhonitz) község Szlovákiában, a Besztercebányai kerületben, a Breznóbányai járásban.

## Fekvése
Breznóbányától 8 km-re nyugatra, a Fekete-Garam partján fekszik.

## Története
A települést egy Pál nevű királyi erdőóvó alapította, aki egyúttal első bírája is lett. 1357-ben „Hronecz” alakban említik először, a zólyomlipcsei váruradalomhoz tartozott. 1390-ben „Horonecz”, 1405-ben „Plantatio Pauli”, 1424-ben „Kysgaran” néven találjuk. 1527 után területén vasércet találtak és vashámor kezdte meg itt működését. 1547-ben „Ranitz” néven szerepel írott forrásokban. 1580-ban az addig magánkézben levő üzemet a bányakamara vette át, majd 1602-ben a bánya is a kamaráé lett. A vasgyártás a 17. század második felétől indult be és különösen az 1740-es évek után – az új vasolvasztó megépítése után – fejlődött ugrásszerűen. Az új kohó heti nyersvas termelése elérte a 90 bécsi mázsát.
A 18. század végén Vályi András így ír róla: „HRONETZ. Tót falu Zólyom Várm. földes Ura a’ Zólyomi Kamara.”
1795-ben új nagyolvasztó épült, majd 1804-ben megépült a második is, melynek termelése 220-440 bécsi mázsa volt. Ez volt a Garami vasművek kialakulásának kezdete, melyhez számos környező település vaskohói tartoztak. Bár mai magyar neve már a 15. században is szerepel, a 19. században általában „Rhonic” írásmóddal említették. 1828-ban Kisgaramnak 154 háza volt 1193 lakossal.
Fényes Elek 1851-ben kiadott geográfiai szótárában így ír a faluról: „Rhonecz, szép tót falu, Zólyom vmegyében, a Feketeviznek a Garanba való ömlésénél, ut. p. Beszterczéhez keletre 6 mfd. 1168 kath., 25 evang. lak. Kath. paroch. templom. Van itt több vasbánya, egy vas edényeket öntő műhely, aczélgyár, egy vasból öntött bolthajtásos híd, egy mesterséges víz-rekesz, mellyel a polhorai s más erdőkben vágatott, s a Fekete víz segedelmével leusztatott törzsök fa fogatik fel, s itt olasz mód szerint szénné égettetik. Esztendőnkint mintegy 100 ezer köb ölet usztatnak le illy formán. A hronecziek a szálhajózást is erősen űzik, s több száz hajó rakodik meg évenkint zsindellyel, deszkával, léczczel Pest és Esztergom felé. F. u. a kamara.”
Az 1860-as évek gazdasági válságának hatására az itteni vastermelés is visszaesett. 1883-ban megszüntették a garami nagyolvasztót, csak a vasüzem maradt meg. A trianoni diktátumig Zólyom vármegye Breznóbányai járásához tartozott.
1919-ben az állam megvásárolta és 1922-1923-ban modernizálták.

## Népessége
| Év:            | 1994. | 2004.   | 2014.   | 2024.   |
| -------------- | ----- | ------- | ------- | ------- |
| Emberek száma: | 1159  | 1162    | 1220    | 1121    |
| Eltérés:       |       | +0,25 % | +4,99 % | -8,11 % |

| Év:            | 2023. | 2024.   |
| -------------- | ----- | ------- |
| Emberek száma: | 1137  | 1121    |
| Eltérés:       |       | -1,40 % |

1880-ban 1460 lakosából 1305 szlovák és 33 magyar anyanyelvű volt.
1890-ben 1904-en lakták, ebből 1645 szlovák, 149 magyar, 89 német és 20 egyéb anyanyelvű; illetve 1785 római katolikus, 95 evangélikus és 12 izraelita vallású volt.
1900-ban 2244-en lakták: 1572 szlovák, 547 magyar és 82 német anyanyelvű.
1910-ben 2145-en lakták, ebből 1661 szlovák, 426 magyar, 39 német és 19 egyéb anyanyelvű.
1921-ben 2002 lakosából 1944 csehszlovák, 22 magyar, 14 zsidó és 6 német; illetve 1875 római katolikus, 99 evangélikus és 18 izraelita vallású volt.
1930-ban 2091-en lakták: 2035 csehszlovák és 24 magyar.
1991-ben 1225 lakosából 1187 szlovák és 3 magyar volt.
2001-ben 1157 lakosából 1128 szlovák és 1 magyar volt.
2011-ben 1220-an lakták, ebből 1001 szlovák, 20 cigány, 1 magyar és 189 ismeretlen nemzetiségű volt.
2021-ben 1146 lakosából 1076 (+2) szlovák, 1 magyar, 14 (+15) cigány, 1 (+3) ruszin, 6 (+1) egyéb és 48 ismeretlen nemzetiségű volt.

## Nevezetességei
- Szent Kelemen tiszteletére szentelt római katolikus temploma 1826-ban épült.
- Szentháromság kápolnája 1937-ből származik.
- 1795-ben vasgyárat alapítottak a településen, ahol Közép-Európa első öntöttvas hídját is gyártották. A hidat a településen 1810-ben állították fel.
- Fekete-garami erdei kisvasút.

## Neves személyek
- Itt született 1841. október 6-án Szécsi Zsigmond erdőmérnök, erdészeti és vadászati szakíró.
- Itt született 1871. július 19-én Szokolyi Alajos, többszörös magyar bajnok, olimpiai bronzérmes atléta, a Magyar Atlétikai Szövetség egyik megalapítója.
- Itt született 1887. november 17-én Schoen Arnold művészettörténész, a Fővárosi Levéltár főlevéltárnoka, a fővárosi emlékművek felügyelője, a Kiscelli Múzeum igazgatója.
- Itt született 1924. május 27-én Ladislav Chudík, szlovák színész, a Kórház a város szélén című tévésorozat Sova doktora.

## Külső hivatkozások
- Hivatalos oldal
- Községinfó
- Kisgaram Szlovákia térképén
- E-obce.sk Archiválva 2008. szeptember 20-i dátummal a Wayback Machine-ben